# امپراتور چونگ هان
امپراتور چونگ هان (۱۴۳-۱۴۵ میلادی) یکی از فرمانروایان دودمان هان و هشتمین امپراتور هان شرقی بود. او در هنگام به سلطنت رسیدن تنها یکسال داشت و تا چند ماه بعد حکومت کرد. در زمان حکومت او قدرت غالب در دست امپراتریس لیانگ و برادرش لیانگ جی بود. امپراتور چونگ در ۱۴۵ میلادی درگذشت؛ در حالی که کمتر از سه سال داشت. او تنها پسر امپراتور شون هان بود. پس از او، ندیده امپراتور ژانگ، لیو زوان با نام امپراتور ژی هان تاجگذاری نمود.